# غوانغايتو ملك غوغوريو
غوانغايتو العظيم ملك غوغوريو (ولد في 374 وتوفي في 413، حكم من 391 إلى 413) هو العاهل التاسع عشر لغوغوريو. خلال عهده أصبحت غوغوريو دولة قوية في شرق آسيا. سيطرت غوغوريو قبل موت غوانغايتو بسن التاسعة والثلاثين على جميع الأراضي الواقعة بين نهري الهان وأمور (ثلثي كوريا الحالية بالإضافة لأجزاء من شمال شرق الصين ومنغوليا الداخلية وأجزاء من بريمورسكي كراي الروسية).
وفي سنة 399، استسلمت شلا لغوغوريو من أجل حمايتها من بايكتشي، حيث استطاع غوانغايتو السيطرة على عاصمة بايكتشي (سول في وقتنا الحالي) وجعلها دولة رافدة لها. سجلت إنجازات غوانغايتو على شاهده، والذي نصب بجوار مقبرته في جيان سنة 414 على الحدود الكورية الصينية في وقتنا الحالي والذي يعد من أكبر الشواهد في العالم.

## الولادة والنشأة
لم تكن غوغوريو في زمن ولادة غوانغايتو قوية كما كانت من قبل. قبل ولادته، استطاع غنتشوغو ملك بايكتشي هزيمة غوغوريو وذبح الملك غوغكوون. بعد ذلك صعد الملك سوسرم إلى العرش في سنة 371 وتبنى سياسة خارجية تعزله عن البقية لمدة كافية لإصلاح دولته الضعيفة جداً نتيجة غزوة بايكتشي. بعد وفاة الملك سوسرم صعد الملك غوغكوون إلى العرش وتبنى سياسة شبيهة ولكن تتركز على إعادة تأهيل وحشد قوات غوغوريو العسكرية.
استطاعت بايكتشي بعد هزيمتها لغوغوريو أن تصبح واحدة من القوى المهيمنة في شرق آسيا، حيث لم يقتصر نفوذها على كوريا وحسب بل أيضاً على لياوشي في الصين. كما استطاعت بايكتشي تحت قيادة الملك غنتشوغو إنشاء علاقة جيدة مع سكان أرخبيل وا (اليابان). ونتيجة لإحاطة قوات بايكتشي القوية بغوغوريو من الجنوب والغرب فقد حاولت غوغوريو تجنب الصراعات مع جيرانها في شبه الجزيرة ولكن في نفس الوقت فقد أنشأت علاقات جيدة مع شيانبي وروران لتدافع عن نفسها ضد الغزوات مستقبلاً، أو حتى لحماية نفسها من أن تدمر.

## الوصول للقوة وحملاته ضد بايكتشي
خلف غوانغايتو والده الملك غوغكيانغ على العرش بعد مقتله سنة 391. وبعد أن توج خلع على نفسه لقب «الملك الأعلى يونغناك» مؤكداً للآخرين أنه مساو لحاكم الصين وملك بايكتشي. بعد ذلك أمر بإعادة بناء وتدريب وحدات سلاح الفرسان بالإضافة للأسطول البحري وفي السنة اللاحقة قام بالهجوم على بايكتشي.
في سنة 392 بقيادة غوانغايتو نفسه قامت غوغوريو بمهاجمة بايكتشي بخمسين ألف فارس واستولى على عشر مدن مسورة على طول الحدود. هذا الهجوم أغضب الملك آشن ولذلك خطط لهجوم مضاد على غوانغايتو، ولكنه تخلى عن الفكرة عندما هزمت قواته في غزوته ضد غوغوريو سنة 393. وفي سنة 394 هاجم الملك آشن غوغوريو مرة أخرى ولكنه هزم أيضاً. بعد عدد من الهزائم أخذت بايكتشي في الانهيار سياسياً وأصبحت قيادة الملك آشن في محل شك. وفي سنة 395 هزمت بايكتشي مرة أخرى ولكنها فقدت جميع أراضيها الواقعة شمال نهر هان.
في السنة اللاحقة قاد الملك غوانغايتو أسطوله الضخم للهجوم على ويريسونغ عاصمة بايكتشي من البحر والنهر. لم يكن الملك آشن يتوقع سوى هجوم بري ولكن قوات غوغوريو هزمت دفاعاته وألقت القبض عليه. استسلم الملك آشن وسلم أخاه أسيراً لغوغوريو كشرط للاحتفاظ بسلطته على بايكتشي. بعد هذه المعركة استطاعت غوغوريو أن تصبح أكثر تفوقاً من منافستها بايكتشي في شبه الجزيرة الكورية.

## غزو الشمال
في سنة 395 قام الملك غوانغايتو بمهاجمة واحتلال بيلي، وهي مدينة تتبع للخيتان وتقع في منتصف منشوريا (موقعها بالضبط غير معروف ولكنها لم تكن بعيدة من نهر سونغهوا).
في سنة 400، هاجمت يان الأخيرة (أسست بواسطة عشيرة مورونغ من شيانبي في مقاطعة لياونينغ الحالية) غوغوريو. رد الملك غوانغايتو سريعاً واستعاد أغلب الأراضي التي سيطرت عليها شيانبي وطرد أغلبهم من أراضي غوغوريو. في سنة 402 قرر الملك أن يهجم على يان الأخيرة بذاتها لحماية مملكته مستقبلاً من أي خطر يهددها. في نفس السنة هزم الملك غوانغايتو شيانبي وسيطر على العديد من القلاع الحدودية. في سنة 404، غزا الملك لياودونغ وسيطر على أغلب شبه جزيرة لياودونغ.
لم تظل شيانبي تراقب سقوط أراضيها في أيدي ملك غوغوريو بلا حراك. في سنة 405 اجتازت قوات يان الأخيرة نهر لياو وهاجمت غوغوريو لكنها هزمت. غزت شيانبي المورونغ غوغوريو مرة أخرى في السنة اللاحقة ولكنها هزمت مرة أخرى على يد الملك. قاد الملك غوانغايتو العديد من الحملات ضد شيانبي وقبائل الخيتان في منغوليا الداخلية، والتي أخضعها لسيطرته. في سنة 408 أرسل الملك مندوباً للسلام إلى غاو ين جاكم يان الأخيرة/يان الشمالية لإيجاد تسوية بين السلالتين الحاكمتين لأن أسرة غاو ين الملكية تنحدر من أسرة غوغوريو الملكية أيضاً. سيطرت غوغوريو على منطقة لياونينغ حتى سيطرت عليها سلالة تانغ كجزء من حربها ضد غوغوريو في القرن السابع.
في سنة 410 بدأ غوانغايتو حملته لغزو دونغبيو. لم تكن دونغبويو قوية لصد جيش غوغوريو الضخم حيث عانت سلسلة من الهزائم واستسلمت لغوغوريو بعد أن استولى الملك غوانغايتو على أربعة وستين مدينة مسورة وعلى 1400 قرية. هاجم غوانغايتو العديد من قبائل المالغال والآينو، وجعلهم تحت سيطرة غوغوريو.

## حملات الجنوب الشرقي
في سنة 400 طلبت مملكة شلا مساعدة غوغوريو لهزيمة التحالف الذي أنشأته القوات اليابانية مع مملكة بايكتشي وكونفدرالية غايا. رد الملك غوانغايتو في نفس السنة بخمسين ألف جندي هزمت فرسان اليابان وغايا، وجعلت كلا من شلا وغايا تستسلم له. في سنة 402 أعاد الملك غوانغايتو شلسونغ إلى شلا لبناء علاقة سلمية معها في حين استمر في غزواته الشمالية، لكن قوات غوغوريو ظلت في أراضيها واستمرت في التأثير على شلا.

## الوفاة والإرث الثقافي

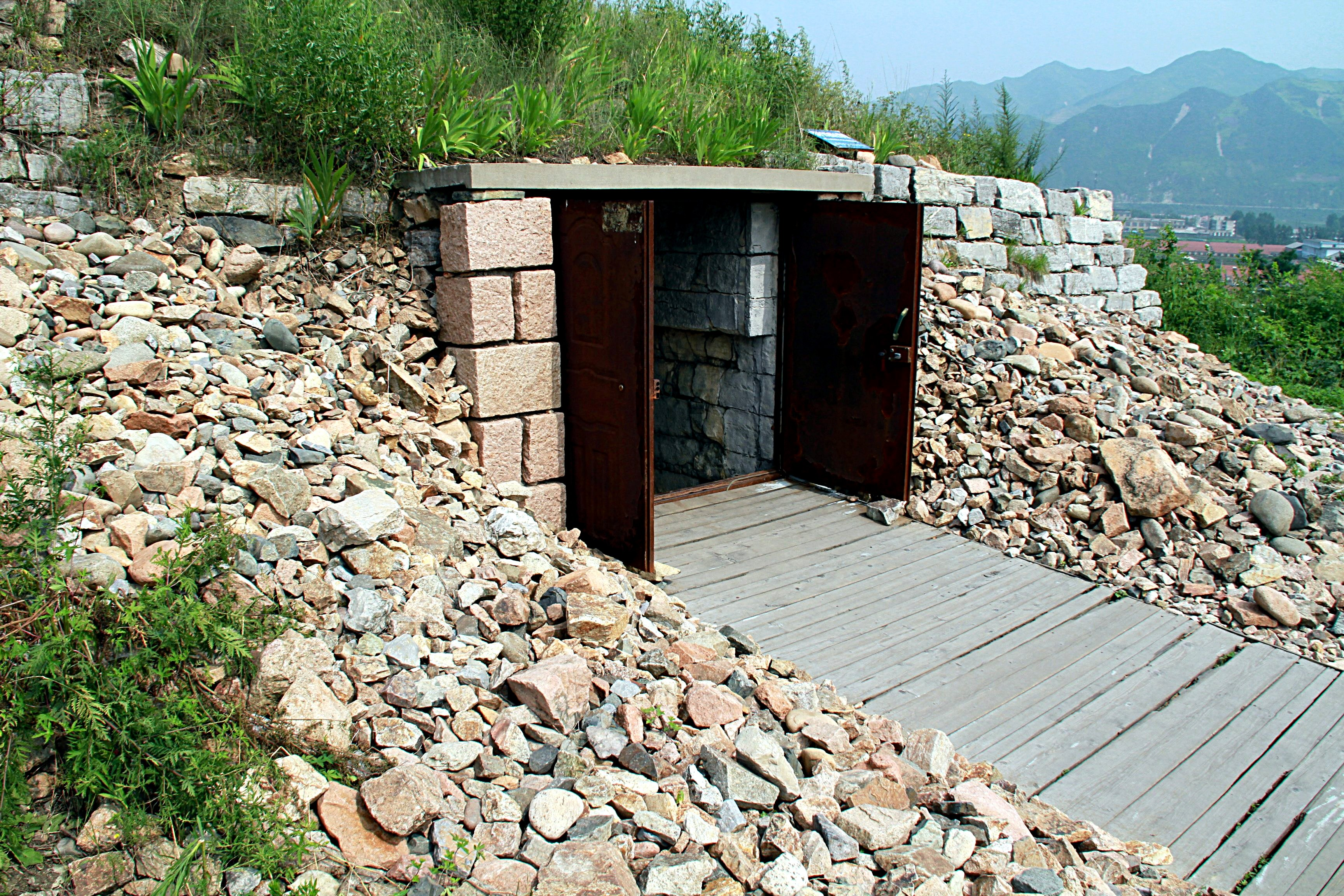
مدخل غرفة دفن الملك غوانغايتو

مات الملك غوانغايتو بمرض غير معروف في سنة 413 في سن التاسعة والثلاثين. ومع أنه حكم لاثنين وعشرين سنة فقط ومات في شبابه إلا أن غزواته رفعت من شأن دولته، وباستثناء 200 سنة هي فترة حكم ابنه الملك جانغسو ومملكة بالهاي الأخيرة، فإن غوغوريو لم تتوسع في السيطرة على الأراضي، كما وجدت أدلة على أن غوغوريو توسعت حتى وصلت إلى منغوليا الحالية من الغرب على حدود الروران والغوك ترك.
شاهد غوانغايتو وطوله ستة أمتار أقامه الملك جانغسو في سنة 414 واكتشفه عالم صيني في منشوريا في سنة 1875. يحتوي الشاهد على معلومات عن فترة حكم الملك غوانغايتو ولكن بعض المقاطع ضاعت منه ويختلف العلماء الكوريون حول تفسيرها.

## التصوير الحديث
- 《أسطورة آلهة الملك الأربعة》 (태왕사신기)، (على قناة إم بي سي كوريا، عرض في سنة 2007) - قام بدوره الممثل: باي يونغ جن ويو سنغ هو.
- 《غوانغايتو الغازي العظيم》 (광개토태왕)، (على قناة كي بي إس، عرض من سنة 2011 إلى 2012) - قام بدوره الممثل: إي تاي غون.